# Scott Bessent

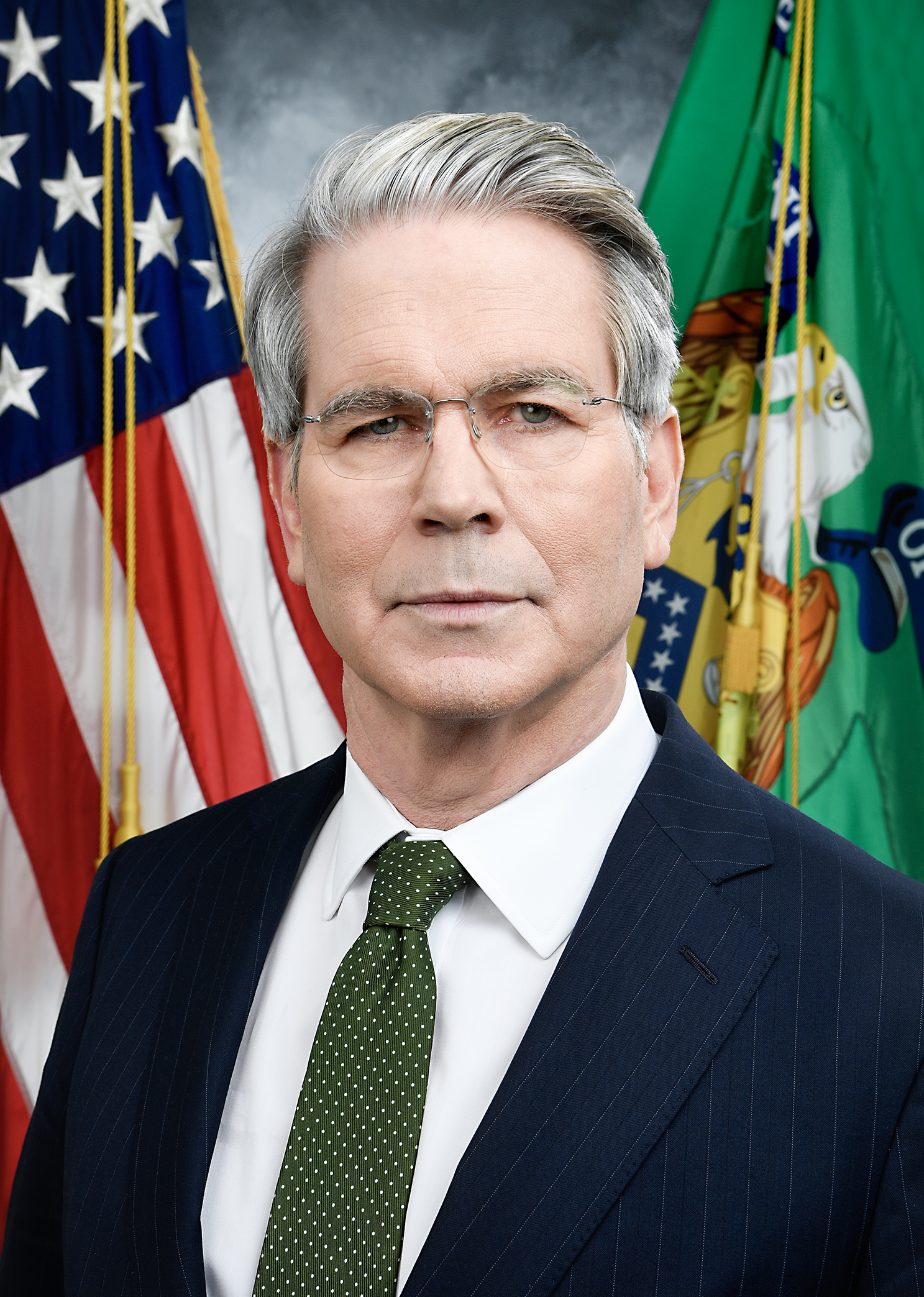
Scott Bessent (offizielles Porträtfoto, 2025)

Scott Kenneth Homer Bessent (* 21. August 1962 in Conway, South Carolina) ist ein US-amerikanischer Politiker und Hedgefondsmanager. Er war der Gründer der Investmentgesellschaft Key Square Group; er wurde durch seine Rolle als Chief Investment Officer bei Soros Fund Management bekannt, wo er milliardenschwere Renditen erzielte. Seit Januar 2025 amtiert Bessent als Finanzminister der Vereinigten Staaten.

## Leben
Bessent wurde in South Carolina als Sohn eines Immobilienmaklers geboren. Er erhielt 1984 einen Bachelor of Arts in Politikwissenschaft an der Yale University und schrieb während seiner Studienzeit für die Studentenzeitung Yale Daily News. Eine Karriere bei den Streitkräften oder als Diplomat im State Department blieb ihm danach aufgrund seiner Homosexualität verwehrt.

### Karriere in der Finanzwirtschaft
Bessent absolvierte ein Praktikum bei dem Hedgefondsmanager Jim Rogers und arbeitete nach seinem Abschluss u. a. bei Brown Brothers Harriman und bei Kynikos Associates von Jim Chanos. 1991 kam Bessent zu Soros Fund Management (SFM), wo er in den 1990er Jahren als Partner tätig war und schließlich die Leitung des Londoner Büros übernahm. 1992 gehörte er zu dem Team, das am Schwarzen Mittwoch gegen den Kurs des britischen Pfund wettete und so einen Profit von einer Milliarde US-Dollar machte. Nach seinem Rücktritt von Soros Fund Management im Jahr 2000 eröffnete Bessent seinen eigenen Hedgefonds, den er 2005 schloss. Danach war er leitender Anlageberater bei Protégé Partners und arbeitete zwischen 2011 und 2015 erneut bei Soros Fund Management als Chief Investment Officer.
Zusammen mit dem ehemaligen globalen Leiter der Kapitalmärkte bei SFM, Michael Germino, gründete Bessent im Jahr 2015 die Key Square Group in New York City. Key Square nutzt geopolitische und wirtschaftliche Faktoren, um Investitionen zu tätigen. Key Square erhielt eine Ankerinvestition in Höhe von zwei Milliarden US-Dollar von George Soros, die später zurückgezahlt wurde. Der Fonds erzielte bis 2018 eine überdurchschnittliche Rendite und verwaltete Ende 2017 ein Vermögen von 5,1 Milliarden US-Dollar. Das Unternehmen verfolgt eine globale makroökonomische Strategie und konzentriert sich auf wichtige wirtschaftliche Trends und Ereignisse, um Investitionen in verschiedene Anlageklassen zu steuern.

### Politik
Im Jahr 2000 richtete Bessent in seinem Haus in East Hampton eine Spendengala für Al Gore aus. Außerdem spendete er für Hillary Clinton und Barack Obama. 2016 spendete Bessent eine Million Dollar an Donald Trump, nachdem dieser zum Präsidenten gewählt worden war.
Während des Präsidentschaftswahlkampfes 2024 mobilisierte Bessent Spenden für Donald Trump in Millionenhöhe. Er fungierte außerdem als Trumps Wirtschaftsberater. Bessent sprach sich für Trumps Importzölle und Steuersenkungen für Großunternehmen aus. Er sprach sich allerdings gegen einen allgemeinen Importzoll aus, stattdessen sollten Zölle sich vor allem gegen die Volksrepublik China richten und gezielt eingesetzt werden. Am 22. November 2024 gab der designierte Präsident Trump seine Absicht bekannt, Bessent als Finanzminister der Vereinigten Staaten in seiner zweiten Amtszeit zu nominieren. Am 27. Januar 2025 wurde Bessent vom Senat als Finanzminister bestätigt. Bessent gilt als bis zur Selbstverleugunung loyal zu Donald Trump. Während des Einsatzes Elon Musks als Leiter von DOGE kam es zwischen Musk und Bessent zu einer heftigen Auseinanderstzung zwischen Bessent und Musk. Bessent beanstandete die Einsparungsergebnisse Musks beim Bürokratieabbau als unzureichend. Hierbei soll es  zu Handgreiflichkeiten zwischen den Beteiligten gekommen sein.

## Persönliches
Bessent ist der erste offen homosexuelle Finanzminister in der US-amerikanischen Geschichte. Bessent und sein Ehemann, der ehemalige Staatsanwalt von New York City, John Freeman, haben zwei Kinder und leben in Charleston, South Carolina. Er hat hugenottische Vorfahren und gehört der Huguenot Church an. Bessent gilt als persönlicher Freund von König Charles III. Er verfügt über ein geschätztes Privatvermögen von einer Milliarde US-Dollar.
Von 2006 bis 2011 war Bessent außerordentlicher Professor für Wirtschaftsgeschichte in Yale, wo er drei Kurse unterrichtete. Bessent ist Mitglied des Universitätsrats der Yale University sowie Vorsitzender des Investitionsausschusses und Mitglied des Exekutivausschusses des Kuratoriums der Rockefeller University. Bessent war früher im Vorstand von God’s Love We Deliver, einer Organisation, die gegründet wurde, um Mahlzeiten für an AIDS erkrankte Menschen auszuliefern. Er ist stellvertretender Vorsitzender des Classical American Homes Preservation Trust und ehemaliges Vorstandsmitglied des Spoleto Festival in Charleston, South Carolina. Er hat an verschiedene wohltätige Organisationen gespendet, darunter den Prince’s Trust. Bessent ist außerdem Mitglied des Council on Foreign Relations.